# Gisy-les-Nobles
Gisy-les-Nobles település Franciaországban, Yonne megyében. Lakosainak száma 556 fő (2022. január 1.). Gisy-les-Nobles Michery, La Chapelle-sur-Oreuse, Cuy, Évry, Pont-sur-Yonne és Villeperrot községekkel határos.

## Földrajza
A falu az Oreuse és a Yonne folyók völgyének találkozásánál fekszik. Az Oreuse nem egyenesen a Yonne-ba torkollik, hanem észak felé kanyarodik a síkságon, hogy Michery alatt a folyónak adjon utat.

## Története
Az eredeti plébániatemplom a Yonne síkságán található. A 15. századra azonban a település központi része már több mint 300 méterrel arrébb költözött (rue Sainte-Marie).
A plébániája sokáig csak az eredeti Gisy nevet viselte. A "les-Nobles" hozzáadása viszonylag későn történt. Erre máig nincs magyarázat.
A falu gazdagsága lehetővé tette, hogy I. Ferenc alatt megerősítsék. A falak védelmére árkokat ástak. Ezek még ma is léteznek, és gyakran vízzel vannak feltöltve, ami ritkaságnak számít az ilyen típusú építkezéseknél. Északnyugaton egy saroktorony alapja maradt meg.
Később egy uradalom alakult ki itt, mely a 16. században egy párizsi ügyvédcsalád, a Montery család tulajdonában volt.
A 16. és 17. században a területet másodlagos hűbérbirtokok és malmok jellemezték. A 17. század végén új plébániatemplomot építettek az erődítményen belül. Ettől kezdve a falu szélén álló régi templomot is részben fenntartották, és megőrizték a plébániatemetőt is.

## Népesség
A település népességének változása:
| Lakosok száma | 576  | 569  | 589  | 575  | 580  | 575  | 571  | 566  | 556  |
|               | 2013 | 2015 | 2016 | 2017 | 2018 | 2019 | 2020 | 2021 | 2022 |

## Fordítás
Ez a szócikk részben vagy egészben  a   Gisy-les-Nobles című francia Wikipédia-szócikk fordításán alapul.  Az eredeti cikk szerkesztőit annak laptörténete sorolja fel. Ez a jelzés csupán a megfogalmazás eredetét és a szerzői jogokat jelzi, nem szolgál a cikkben szereplő információk forrásmegjelöléseként.